# بيل سومرز
بيل سومرز (بالإنجليزية: Bill Sommers)‏ هو لاعب كرة قاعدة أمريكي، ولد في 17 فبراير 1923 في بروكلين في الولايات المتحدة، وتوفي في 22 سبتمبر 2000 في Palm City, Florida ‏ في الولايات المتحدة.

## وصلات خارجية
- بيل سومرز على موقع دوري كرة القاعدة الرئيسي (الإنجليزية)
- بيل سومرز على موقعبيزبول رفرنس.كوم (الدوري الرئيسي) (الإنجليزية)
- بيل سومرز على موقعبيزبول رفرنس.كوم (الدوري الثانوي) (الإنجليزية)